# Cricatis
Os Krikatis são um grupo indígena que habita o sudoeste do estado brasileiro do Maranhão, mais precisamente na Terra Indígena Krikati, localizada entre os municípios de Montes Altos e Sítio Novo.

## Denominação
Os Krikatis fazem parte do tronco linguístico macro-jê e do grupo dos timbiras.
Os timbiras, por sua vez, se dividem entre os ocidentais na margem esquerda do rio Tocantins (Apinajé, no Tocantins) e orientais na margem direita do rio Tocantins (Gavião Parakateyê no Pará; Gavião Pukobyê, Krikati, Canela, Krenyê, Krepumkateyê, no Maranhão; Krahô, no Tocantins).
Os Krikatis se autodenominam Krĩcatijê, que quer dizer “aqueles da aldeia grande”, denominação esta que lhes é aplicada também pelos demais Timbira. Os Pukobyê, seus vizinhos, o chamam de Põcatêgê que significa “os que dominam a chapada“.

## Língua
O dialeto krikati faz parte do conjunto de dialetos da língua timbira, da família Jê, no tronco Macro-Jê.

## História
Em 1814, esse povo e seus vizinhos Pãrecamekra, que habitavam o norte do rio Farinha, foram atacados por uma bandeira organizada em São Pedro de Alcântara.
Em 1819, em suas expedições pelos sertões do Maranhão, o major Francisco de Paula Ribeiro menciona a existência dos “Poncatgêz”, no território historicamente ocupado pelos Krikati.
Os Gavião-Pukobyê e demais timbiras chamam os Krikatis de Põcatejê (“aqueles que dominam a chapada”), o que leva a crer que os “Põcatgêz” seriam na verdade uma subdivisão mais meridional dos Krikati.
Próximos cultural e especialmente, os Krikatis e Gavião-Pukobyê eram muitas vezes confundidos e designados genericamente de “Gaviões”.
As tentativas de colonização da região entre as cabeceiras do rio Pindaré e Tocantins se revelaram infrutíferas até meados do século XIX, em razão dos conflitos bélicos com os indígenas.
Com o estabelecimento da colônia militar de Santa Thereza (atual Imperatriz) e do missionário Manuel Procópio, alguns grupos de indígenas começam a estabelecer contatos pacíficos. Outros, no entanto, se refugiam na Serra da Desordem. Nesse período, surgem menções aos “Caracatys”.
No início do século XX, os Põcatejê e os Pihácamekra juntaram-se na aldeia Canto da Aldeia.
Em razão de conflitos com fazendeiros, o Serviço de Proteção ao Índio (SPI) tentou transferir os Krikatis, em 1929, para a Barra do Corda, mas a população foi se dispersando no caminho e formando novas aldeias.
Foram realizadas tentativas de unificação do povo em uma só aldeia pelas autoridades, a partir de 1962, para facilitar a assistência aos indígenas, até que estes se reuniram na aldeia São José.
O processo de demarcação das terras pela Fundação Nacional dos Povos Indígenas (Funai) se iniciou no final da década de 1970, mas sofreu pressão de fazendeiros, que entraram na justiça pelo reconhecimento de seus títulos de propriedades, o que resultou em parecer favorável aos Krikati.
A Terra Indígena Krikati foi declarada em maio de 1992 e homologada em 2004.

## Mitologia

### Criação da humanidade
Entre os krikratis, há um mito de origem da humanidade, que seria descendentes de dois heróis culturais: Pyd (Sol) e Pylureh (Lua). Eles encontraram duas cabaças, transformadas por Pyd em duas lindas moças. Pyd casou-se com uma e Pydlureh, com a outra.

### Agricultura
No passado, os humanos se alimentavam de larvas e de pau pubo. Uma jovem desceu do Céu e se casou com um rapaz krikati. Certo dia, ao banhar-se num regato, reparou que o seu leito estava cheio de grãos de milho. Ela recolheu esses grãos e os levou para casa e fez com eles um delicioso paparute, que deu ao marido e à sogra. Esta espalhou o segredo pela aldeia.
O milho vinha de uma árvore gigante que, além desses grãos, dava uma infinidade de outros frutos. Os homens, ao saber do segredo, foram até o regato, cortaram a árvore e colheram todas as espigas.
Kaxireh foi para o Céu e depois voltou de lá com manivas de mandioca e macaxeira, batata, inhame, e tudo mais que se podia cultivar. Ensinou o povo Krikati a cultivar os vegetais e a transformá-los em alimentos apetitosos.

### Mito da Aldeia Grande
Em narrativa contada pelo etnólogo Curt Nimuendajú, todos os Timbiras habitavam uma só grande aldeia, onde vivia uma ema mansa. Um dia, um menino, brincando, matou a ave com uma flechada. Tal fato motivou a briga entre a família do menino e a do dono do animal, até que o conflito se ampliou e se degenerou em uma luta sangrenta na qual a aldeia toda acabou envolvida, deixando muitos mortos. Para evitar a continuação do derramamento de sangue e causar mais mortes, resolveram se separar.
Esse mito tem várias versões que variam entre os diversos povos Timbiras. Em outra versão Krikati, a grande aldeia abrigava milhares de indígenas e era tão grande que as famílias podiam precisar andar um dia inteiro para visitar as outras. Os adolescentes da aldeia faziam muito barulho, o que deixava os idosos incomodados. Um dia, um idoso ralhou com um dos jovens, o que levou os adolescentes a se reunir e combinar de ir embora, pois não podiam questionar um idoso. Durante a viagem, iam espalhando troncos de palmeiras pelo caminho, como sinal de impedimento de que ninguém deveria passar dali. Um casal que só tinha um filho e este tinha partido com o grupo decidiu seguir segui-los. O encontro acabou terminando na morte do pai do jovem, que mesmo assim seguiu o grupo. As famílias então foram se dispersando e formando novos grupos, sem deixar de ser Timbira.

### Outros mitos
Para os Krikatis, o maracá não foi feito por humanos, mas sim pelos seres sobrenaturais, que deixavam seus maracás pendurados e ficavam atentos, para que ninguém os roubasse. Kukroh pensou em roubar um maracá, mas foi aconselhado pelos mais velhos que os donos dos maracás tinham ouvidos aguçados e eram velozes na corrida. Ele precisaria que o maracá não fizesse barulho durante sua volta para a aldeia, pois se os donos acordassem, o perseguiriam até a morte. Kukroh conseguiu o feito e trouxe o maracá para os Krikatis.

## Ritos
As festas (amji kin: “alegrar-se”) dos Krikatis, como nos demais povos Timbira, são relativas ao ciclo anual (festa do milho, da batata-doce, da mudança da estação do ano), à iniciação dos jovens, à regulamentação das relações de parentesco e interpessoais, usando as relações entre os animais como paradigma (como a Festa do Peixe, do Papa-mel, das Máscaras) ou ainda as festas e pequenas cerimônias relativas ao ciclo vital de um indivíduo (fim de resguardo do casal pelo nascimento de filhos, ritos de reintrodução de alguém que ficou afastado por muito tempo do convívio na aldeia, por doença ou luto).
As festas preenchem todo o calendário anual e podem requerer meses de preparação, pois é feita uma farta distribuição de alimentos e são necessários miçangas e cortes de pano.
Cada festa é marcada pelo nome de uma tora de corrida específica e por cantos específicos. Sem um “cantador” (incrercatê) que domine os cantos, é impossível a realização dos rituais, podendo ser convocados cantadores de outras aldeias.
As máscaras elaboradas feitas de palha de buriti são essenciais em vários rituais.

### Esteirão
O ritual do Esteirão simboliza a passagem da adolescência para a fase adulta.[carece de fontes?]
Os indígenas ficam reclusos é um local reservado pela família na próprio da casa, por um período de noventa a cento e vinte dias, sem contato, interno e externo.[carece de fontes?]
Quando precisa sair para fazer suas necessidades fisiológicas, conversar com sua família ou aparecer para outras pessoas, se envolve no mesmo no esteirão, que é um envoltório feito com broto de buriti.[carece de fontes?]
Nesse período, a base da alimentação é composta de batata, inhame, farinha e chibé (feito da farinha de mandioca com água) para deixar a pessoa mais forte.[carece de fontes?]
No final do rito, o jovem é apresentado à aldeia com vestimenta especial, com pena de pássaro, na cor vermelha e azul e é pintada com tinta branca, em uma grande festa com comida, bebidas e danças.[carece de fontes?]

### FestaWyty
A Festa Wyty é um ritual de escolha de uma menina que recebe a dignidade de wyty, a qual lhe confere respeito e algumas restrições. A festa marca uma nova fase na vida da menina, que recebe um sobrenome especial.
Além da menina, dois jovens são escolhidos como gavião (hycre) e um menino é escolhido como pintinho (ehntoo). Os meninos ficam reclusos na casa materna da wyty por cerca de cinco meses e aprimoram atividades exclusivas dos homens (caça, pesca, corrida de toras). Penas de gavião são coladas em seus corpos com resina, além de serem pintados com urucum. A menina também é enfeitada com plumas e adereços.
A responsabilidade pelo suprimento de comida é da família da menina.
Durante as festividades, é servido o ‘berarubu’ ou o ‘muquiado’, presente em quase todas as festas indígenas, uma mistura de massa de mandioca recheada com peixe que passa a madrugada aquecendo em palhas, enterrada sob a fogueira.
Também são feitas disputas por prêmios entre homens e mulheres, que depois são compartilhados entre a aldeia.
No final das festividades, os gaviões e a menina são apresentados à aldeia.

### Corrida de toras
Entre os Krikatis, a corrida de toras é realizada em diversos rituais, sendo feitas de diversos modelos, como a tora conhecida como Pỳrpej, que é feita da árvore Barriguda.
É realizada uma disputa que consiste em uma corrida entre dois grupos de homens ou mulheres, onde a tora vai sendo revezada entre os participantes.

As toras também personificam os mortos homenageados no ritual que celebra o fim do luto, sendo depositadas no pátio após a corrida.